# Autodelta
Autodelta var biltillverkaren Alfa Romeos avdelning för sportvagnsracing som etablerades 1961.